# 北小島

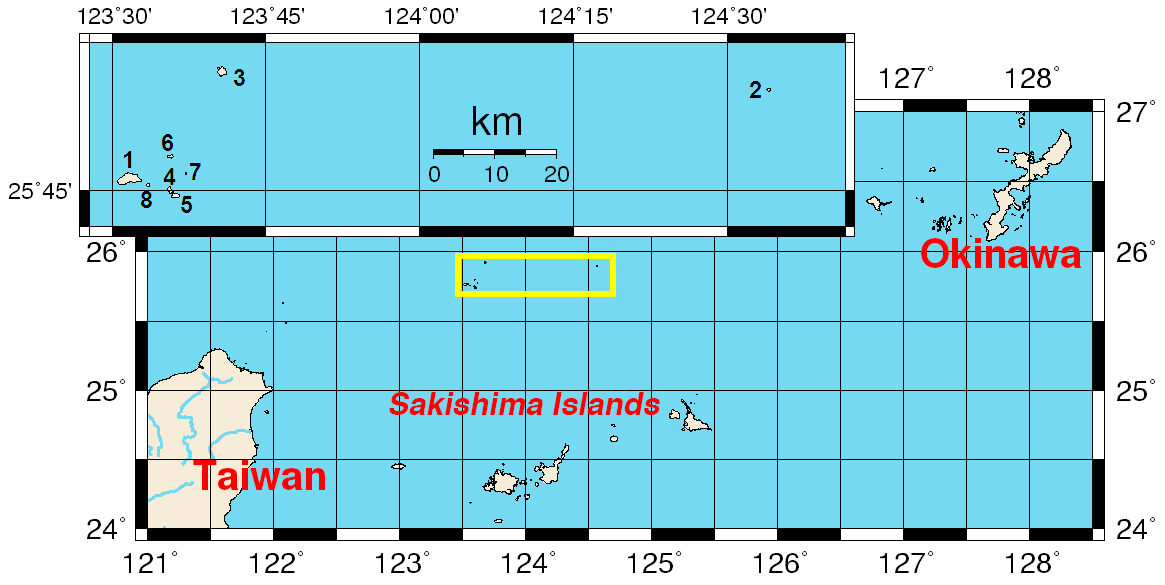
尖閣諸島の位置図（左上は拡大図）
1.魚釣島 2.大正島 3.久場島 4.北小島 5.南小島 6.沖の北岩 7.沖の南岩 8.飛瀬

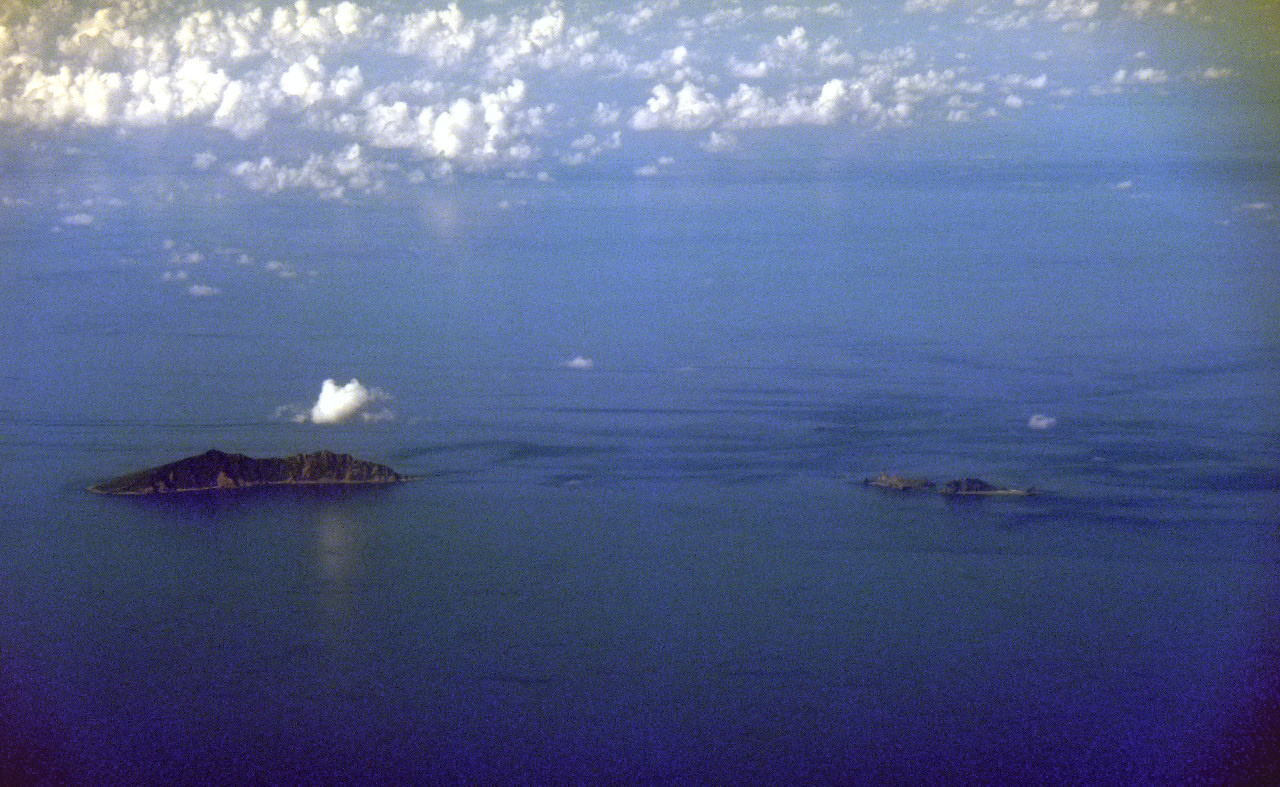
左から魚釣島、北小島、南小島

北小島（きたこじま）は、尖閣諸島の無人島のひとつ。日本国が実効支配し、中華人民共和国と中華民国が領有権を主張している。日本の行政区分では沖縄県石垣市に属する。

## 概要
尖閣諸島の主島である魚釣島の東南東方に位置する無人島。石垣島の北西約166キロメートル、西表島の北方約160キロメートルに位置する。四隅が張り出した矩形の島で周囲はサンゴ礁海岸となっており、「イソナの瀬戸」という水道を隔てて南小島と対を成している。面積は0.258842平方キロメートル（石垣市土地台帳の数値）。最高点の標高は125メートル。
日本の行政区分では沖縄県石垣市登野城尖閣2391番地にあたる。
上陸するためには日本政府の許可が必要である。日本が領有し実効支配しているが、中華人民共和国及び中華民国も領有権を主張している。
私有地であって、2002年から日本政府が年150万円で賃借していたが、2012年9月11日、日本政府は魚釣島、南小島とともに3島を埼玉県に所在する地権者から20億5千万円で購入し、日本国への所有権移転登記を完了した。
1996年に日本の政治団体によって簡易な灯台が設置されたが、同年中に損壊している。
2001年に、絶滅危惧種であるアホウドリの繁殖が確認されている。
2012年1月16日、日本政府は排他的経済水域（EEZ）の基点となるにもかかわらず名称が不明であった離島について、地元自治体などに呼称を照会した上で、同年3月末までに命名する方針を示し、3月2日に名称が決定した。
これには尖閣諸島付近の4島が含まれるが、そのうち、久場島付近にある1島、及び、大正島付近にある1島がともに北小島と名付けられ、尖閣諸島内には計3つの北小島が存在することになった。魚釣島から見て、魚釣島付近の北小島（本項の北小島）は東南東約3キロメートル、久場島付近の北小島は北東約30キロメートル、大正島付近の北小島は東北東約110キロメートルにそれぞれ位置する。

## 歴史
- 1895年1月14日 - 日本領に編入される。
- 1896年 - 古賀辰四郎が政府から魚釣島、久場島、北小島、南小島の30年間無償貸与を受ける（なお、無償貸与期間終了後も、有償で貸与が続けられた）。
- 1932年7月15日 - 北小島、南小島が古賀善次（辰四郎の子）に有償で払い下げられる（同年、魚釣島、久場島も有償で払い下げられている）。
- 1946年2月2日 - 北緯30度以南がアメリカ軍の軍政下に置かれる。
- 1952年4月28日 -  サンフランシスコ平和条約の発効により、琉球政府の施政下に入る。
- 1970年7月 - 琉球政府が尖閣諸島の魚釣島、久場島、大正島、北小島、南小島に不法入域防止のための警告板を設置した[11]。
- 1972年5月15日 - 本土復帰。
- 1996年 - 右翼団体日本青年社が灯台を建設するが、同年中に損壊した[7]。
- 2012年9月11日 - 日本政府は北小島、魚釣島と南小島の3島を埼玉県に所在する地権者から20億5千万円で購入し、日本国への所有権移転登記を完了した[4][5]。